# Wilhelm Arnell
Hampus Wilhelm Arnell, född 2 augusti 1848 i Härnösands församling, död 18 december 1932 i Uppsala församling, var en svensk botaniker.

## Biografi
Arnell blev student vid Uppsala universitet 1868, filosofie kandidat 1872, filosofie doktor 1875 och docent i botanik vid Uppsala universitet samma år. Han blev adjunkt vid högre allmänna läroverket i Härnösand 1879, lektor i naturalhistoria och kemi vid högre allmänna läroverket i Jönköping 1881, i samma ämnen vid högre allmänna läroverket i Gävle 1894 och i samma ämnen vid högre allmänna läroverket i Uppsala 1901. Arnell pensionerades 1913. Han blev riddare av Nordstjärneorden 1901. Arnell vilar på Uppsala gamla kyrkogård.
I botaniskt syfte företog Arnell resor, förutom i norra delarna av Sverige även till norra Norge samt till nedre Jenisejdalen och utgav ett stort antal viktiga arbeten, övervägande av bryologiskt innehåll, bland vilka särskilt kan nämnas hans undersökningar över levermossornas systematik och floristik. Andra av Arnells avhandlingar behandlar fenologi, en vetenskap där han var en av de första svenskarna som gjorde djupare studier. Arnell genomförde fleråriga studier av "vårens ankomst" kring de städer han tjänstgjorde och 1878 respektive 1923 publicerade han större avhandlingar på det landsomfattande växtfenologiska datamaterial som med start 1873 samlats in av Uppsala observatorium respektive Statens Meteorologisk-Hydrografiska Anstalt (dåvarande SMHI).